# Nivchština
Nivchština nebo též giljačtina (nivchsky: Нивхгу диф / mer nivx tif; japonsky: ニヴフ語/ギリヤーク語, nivufu-go/girijaku-go) je osamocený jazyk, jímž mluví zhruba 1000 lidí na ostrově Sachalin a v nížinách řeky Amur. Do roku 1953 byl psán latinkou, poté cyrilicí. Ze zhruba 4 500 Nivchů mluví tímto jazykem přibližně 20 %, ostatní přejali jako mateřský jazyk ruštinu.
Tradičně bývá řazen mezi tzv. paleoasijské jazyky, což je skupina původních jazyků východní Sibiře bez prokázané genetické příbuznosti. Společný původ s dalšími jazyky nebyl přesvědčivě doložen a nivchštinu je tedy nutno považovat za izolovaný jazyk, ačkoliv příbuznost byla hledána například u ainštiny, japonštiny, altajských jazyků či ostatních paleoasijských jazyků. Lingvista Joseph Greenberg řadil nivchštinu mezi tzv. euroasijské jazyky, což je široce pojatá rodina zahrnující evropské a asijské jazyky od indoevropských po čukotsko-kamčatské. Michael Fortescue pokládal nivchštinu za blízce příbunou čukotsko-kamčatským jazykům, především itelmenštině. Lev Šternberg na počátku dvacátého století nebo později Sergej Nikolajev zase zdůrazňovali podobnosti ve slovní zásobě a částečně i gramatice nivchštiny a wakašských jazyků ze severozápadního pobřeží Ameriky.

## Příklady

### Číslovky
| Nivchsky  | Česky |
| ненӈ      | jeden |
| менӈ      | dva   |
| тяӄр      | tři   |
| нырӈ      | čtyři |
| тʼорӈ     | pět   |
| ӈах       | šest  |
| ӈамк      | sedm  |
| минр      | osm   |
| няндорӈ   | devět |
| мӽоӈ нивӈ | deset |